# Dubrovačka zečina
Dubrovačka zečina  (lat. Centaurea ragusina) je hrvatska endemska biljka iz porodice Asteraceae. Strogo je zaštićena

## Rasprostranjenost
Raste u Dubrovačkom području te na otocima: Mrkanu, Bobari, Dugom otoku, Kornatima, Čiovu, Šolti, Braču, Hvaru, Visu, Biševu, Brusniku, Svecu, Kamiku, Sušacu, Palagruži, Lastovu, Lokrumu i Mljetu.

## Izgled
Snježno-bijele je boje i pustenasta izgleda. Stabljika je u gornjem dijelu bez listova. Ovojni listovi su blijedozeleni i bijelopustenasti s malenim smeđim ili crnim privjescima. Cvjetovi su sumporasto žute boje. Plod je roška. Razmnožava se sjemenom.

## Ekologija vrste
Raste u pukotinama okomitih karbonatnih obalnih stijena na ekspoziciji jug-jugozapad. Iznimno raste i na stijenama udaljenima od mora kao npr. na otoku Hvaru ispod vrha sv. Nikole. Prema Zakonu o zaštiti prirode iz 1969. godine zaštićena je na svim prirodnim staništima.

## Vanjske poveznice
- http://www.ciopa.hr/slike/Centaurea-ragusina.jpg  Arhivirana inačica izvorne stranice od 27. rujna 2007. (Wayback Machine) - fotografija dubrovačke zečine